# 더 듀얼
《더 듀얼》(영어: The Duel)은 미국에서 제작된 키런 다시스미스 감독의 2016년 서부극 영화이다. 우디 해럴슨 등이 출연하였고, 데이비드 호버먼 등이 제작에 참여하였다.
이 영화는 2016년 6월 24일 라이언스게이트 프리미어에 의해 한정 개봉되는 한편 주문형 비디오(VOD)로 출시되었다. DVD와 블루레이는 2016년 8월 23일 발매되었다.

## 출연진
- 우디 해럴슨
- 리엄 헴즈워스
- 알리시 브라가
- 에머리 코언
- 펄리시티 프라이스
- 윌리엄 새들러
- 크리스 베이커
- 크리스 베리
- 베네딕트 새뮤얼
- 자일스 매시
- 래피얼 스바지
- 제이슨 카터
- 데이비드 본
- 킴 히달고
- 존 매코널
- 호세 수니가

## 기타 제작진
- 총괄 제작: 맷 쿡, 에런 L. 길버트
- 배역: 앤 매카시, 켈리 로이
- 미술: 토비 코빗
- 의상: 테리 앤더슨